# Unités communistes combattantes
Ne doit pas être confondu avec Union des communistes combattants.
Les Unités communistes combattantes (italien : Unità Comuniste Combattenti, UCC) est une organisation clandestine active en Italie dans les années 1970, essentiellement entre 1976 et 1977, issue d'une scission des Formations communistes armées.
Les UCC sont à l'origine de divers attentats dans le Latium, la Toscane et la Lombardie, visant du matériel d'entreprise et des usines.
Le groupe cessa en pratique d'exister au bout d'un an, plusieurs de ses membres rejoignant Prima linea.